# Титан (филм, 2000)
„Титан“ (на английски: Titan A.E.) е американски анимационен филм от 2000 г.